# Кашине Дел Ричо (Фиренца)
Кашине Дел Ричо је насеље у Италији у округу Фиренца, региону Тоскана.
Према процени из 2011. у насељу је живело 433 становника. Насеље се налази на надморској висини од 69 м.